# Władysław Głowa
Władysław Głowa (ur. 15 lutego 1940 w Kobylanach) – polski duchowny katolicki, teolog, prof. dr. hab.

## Życiorys
Urodził się 15 lutego 1940 w Kobylanach. W latach 1957–1964 studiował w Wyższym Seminarium Duchownym w Przemyślu. W latach 1960–1962 odbył przymusową zasadniczą służbę wojskową w jednostkach w Warszawie i Ciechanowie. W 1964 roku otrzymał święcenia kapłańskie. W latach 1964–1966 był wikariuszem parafii Majdan Królewski.
W 1966 został skierowany na studia pastoralne  na Katolickim Uniwersytecie Lubelskim. W 1969 otrzymał tytuł magistra na podstawie pracy Krzyż ołtarzowy w Kościele na Zachodzie i w Polsce i kontynuował studia doktoranckie. W 1970 rozpoczął wykłady z liturgiki w Instytucie Teologicznym w Przemyślu. W latach 1970–1972 i 1973–1978 był proboszczem parafii Ostrów. 
W 1974 uzyskał stopień doktora teologii na podstawie pracy Kult św. Wacława w diecezji krakowskiej w świetle przed trydenckich ksiąg liturgicznych. W 1978–1991 był wicerektorem Wyższego Seminarium Duchownego w Przemyślu, a następnie został dyrektorem Wydawnictwa Archidiecezjalnego oraz Instytutu Wyższej Kultury Religijnej w Przemyślu, a także filii w Jarosławiu, Krośnie i Sanoku. 
20 września 1994 uzyskał stopie doktora habilitowanego nauk teologicznych w zakresie liturgiki na podstawie rozprawy Niedzielna służba Boża w kościołach parafialnych diecezji przemyskiej w pierwszej połowie XVIII wieku, w świetle wizytacji biskupich i równocześnie został zatrudniony w Katedrze Liturgiki Wydziału Teologii KUL.
W latach 1996–2005 był proboszczem parafii Świętej Trójcy w Leżajsku, a także został zatrudniony w Katedrze Homiletyki KUL, pełnił równocześnie funkcję kierownika tejże Katedry. W 1997 został profesorem nadzwyczajnym, a 2001 otrzymał tytuł profesora nauk teologicznych. W 2002 otrzymał stanowisko profesora zwyczajnego, a w 2001–2005 był dyrektorem Instytutu Liturgiczno-Homiletycznego. W 2005 został dyrektorem Instytutu Teologii Pastoralnej.
Specjalizuje się w homiletyce i liturgice. Pełni funkcję kierownika Katedry Homiletyki Katolickiego Uniwersytetu Lubelskiego Jana Pawła II. Wcześniej był dyrektorem Instytutu Liturgiczno-Homiletycznego oraz Instytutu Teologii Pastoralnej KUL.

## Ważniejsze publikacje
- Jezus drogą : [modlitewnik pielgrzyma] (oprac., 1985),
- Służba Boża (oprac., 1986),
- Modlitwa codzienna Ludu Bożego (oprac., 1987),
- Uwielbiajmy Pana : modlitewnik eucharystyczny  (oprac., 1990),
- Niedzielna służba Boża w kościołach parafialnych diecezji przemyskiej w pierwszej połowie XVIII wieku w świetle wizytacji biskupich (1993),
- Znaki i symbole w liturgii (1995),
- W górę serca : modlitewnik (oprac., 1997),
- Eucharystia : msza święta i kult tajemnicy eucharystycznej poza mszą świętą (1997),

## Odznaczenia
- Krzyż Kawalerski Orderu Odrodzenia Polski „Polonia Restituta” (2004).